# Děleno (znak)
Děleno neboli dělítko je znak pro binární (pro dvě čísla) operaci dělení.

## Používané znaky
1. / (nejčastěji používaný v programech jako skutečný matematický operátor a ve většině programovacích jazyků)
2. : (nejčastěji použitý v tisknutých dokumentech (školních sešitech) a jejich elektronických předlohách)
3. ÷ (nejčastěji používaný na kalkulačkách)
4. slovně: X děleno Y || X ku Y (kde X, Y jsou čísla)